# Chuleles
Chuleles, de acuerdo a la creencia popular chamula (Chiapas, México), son los almas de algunas personas que tienen el poder de manifestarse con formas animales. Pese al aspecto que tome el Chulel, sigue existiendo un lazo indisoluble entre éste y el cuerpo humano, de tal modo, que si algo acontece a la manifestación animal, de inmediato, el efecto se hará sentir en el cuerpo de la persona.
El Chulel es uno de los tres casos de nagualismo existentes en México. El primero, refiere al humano que puede cambiar su aspecto y asumir el de un animal, es decir, se trata de una metamorfosis que afecta al cuerpo. El segundo, es aquel en que únicamente el alma o espíritu es quien modifica su aspecto; el cuerpo permanece igual, y el espíritu se separa de éste para llevar a cabo sus actividades. En el tercero, el alma o espíritu se convierte en fenómeno meteorológico o bola de lumbre.
En maya, el concepto se expresa bajo la palabra chulel, que se entiende precisamente como "espíritu"; la palabra deriva de la raíz chul, que significa "divino".

## Clasificación
Existen tres tipos de Chuleles: Kibales, Ikales y Pukujes.
Los Kibales poseen poderes que aterrorizan a los pobladores de esta región, sobre todo porque su soberbia es tan grande que no titubean antes de lanzarse a pelear contra el Sol o la Luna. A veces, asumen el aspecto de bolas de lumbre para desplazarse y llevar a cabo sus actividades.
Los Ikales son conocidos por su ferocidad, la cual utilizan para aterrorizar, lastimar o matar a los trasnochadores que se crucen en su camino.
Los Pukujes se roban a los bebés que todavía no nacen. La tradición popular no refiere con qué fin lo hacen.